# Julia Dorothee Brunsch
Julia Dorothee Brunsch (* 1985 in Stuttgart) ist eine deutsche Künstlerin und Schauspielerin.

## Leben
Brunsch studierte von 2006 bis 2010 Schauspiel an der Otto Falckenberg Schule in München. Während ihrer Ausbildung wirkte sie in Produktionen an den Münchner Kammerspielen und am Residenztheater (München) mit, unter anderem in Stefan Puchers Inszenierung Der Sturm, die 2008 zum Berliner Theatertreffen eingeladen wurde.
Danach spielte sie am Theater Lübeck und an der Komödie Winterhuder Fährhaus. Sie ist Teil des Künstlerkollektivs New Ground Performance (Sound, Text- und Bildperformance).
Brunsch übernahm eine der Hauptrollen in dem Kurzfilm Süßer Sommer, Regie: Sabrina Mertens, der beim Filmfestival Max Ophüls Preis 2021 gezeigt wurde. Außerdem spielte sie in Freischwimmer, Regie: Gaya von Schwarze, der u. a. beim Achtung Berlin Filmfestival 2020 gezeigt wurde. In Bernadette will töten, Regie: Robert Herzl und Oliver Paulus spielt sie die Hauptrolle. Der Spielfilm hatte seine Premiere bei den Solothurner Filmtagen 2025. In der Tatort-Folge Der Mörder in mir, Regie: Niki Stein, spielt sie die Kommissaranwärterin Marlene Teichert.
Brunsch lebt in Hamburg.

## Filmografie
- 2008: Der Yalu fließt, Regie: Jonghan Lee
- 2008: Unter Druck, Regie: Leonie Kurz
- 2009: Verschleißteile, Regie: Paul Meschuh
- 2011: Confession, Regie: Sylvie Verheyde
- 2013: Ich weiß, Ich kann, Regie: Jasper Wiedhöft
- 2017: The Magician, Regie: Liel Simon
- 2018: Freischwimmer, Regie: Gaya von Schwarze
- 2020: Süßer Sommer, Regie: Sabrina Mertens
- 2020: Großstadtrevier, Regie: Torsten Wacker
- 2021: Tatort: Der Mörder in mir, Regie: Niki Stein
- 2022: Bernadette will töten, Regie: Robert Herzl, Oliver Paulus

## Theater
- 2007: Brandherde Wochenende, Münchner Kammerspiele, Regie: Schorsch Kamerun
- 2008: Confession of Aggression, Münchner Kammerspiele, Regie: Tobias Yves Zintel
- 2009: Richard III. (Drama), Münchner Kammerspiele, Regie: Claudia Bauer
- 2009: Der zerbrochne Krug, Residenztheater (München), Regie: Tina Lanik
- 2007–2012: Der Sturm (Shakespeare), Münchner Kammerspiele, Regie: Stefan Pucher
- 2013–2014: Die Firma dankt, Komödie Winterhuder Fährhaus, Regie: Meike Harten
- 2015–2016: The Fairy Queen, Theater Lübeck, Regie: Tom Ryser
- 2017: Stück Plastik von Marius von Mayenburg, Komödie Winterhuder Fährhaus, Regie: Meike Harten
- 2022–2025: New Ground Performance
- 2025: Land, Performance Kloster Ottobeuren / Stadtmuseum Memmingen, Regie: Julia Dorothee Brunsch, Lukas Rehm, Frank Campoi[5]